# Lingua italiana
L'italiano è una lingua romanza parlata principalmente in Italia. Per ragioni storiche e geografiche, l'italiano è la lingua romanza meno divergente dal latino (complessivamente a pari merito, anche se in parametri diversi, con la lingua sarda).
L'italiano è classificato al 23º posto tra le lingue per numero di parlanti nel mondo e, in Italia, è utilizzato da circa 58 milioni di residenti. Nel 2015 era la lingua materna del 90,4% dei residenti in Italia, che spesso lo acquisiscono e lo usano insieme alle varianti regionali dell'italiano, alle lingue regionali e ai dialetti. In Italia viene ampiamente usato per tutti i tipi di comunicazione della vita quotidiana e prevale largamente nei mezzi di comunicazione nazionali, nell'amministrazione pubblica dello Stato italiano e nell'editoria.
Oltre ad essere la lingua ufficiale dell'Italia e di San Marino,, è anche una delle lingue ufficiali dell'Unione europea, della Svizzera, della Città del Vaticano e del Sovrano militare ordine di Malta. È inoltre riconosciuto e tutelato come «lingua della minoranza nazionale italiana» dalla Costituzione slovena e croata nei territori in cui vivono popolazioni di dialetto istriano.
È diffuso nelle comunità di emigrazione italiana, è ampiamente noto anche per ragioni pratiche in diverse aree geografiche ed è una delle lingue straniere più studiate nel mondo.
Dal punto di vista storico, l'italiano è una lingua codificata tra Quattrocento e Cinquecento sulla base del fiorentino letterario usato nel Trecento.

## Storia

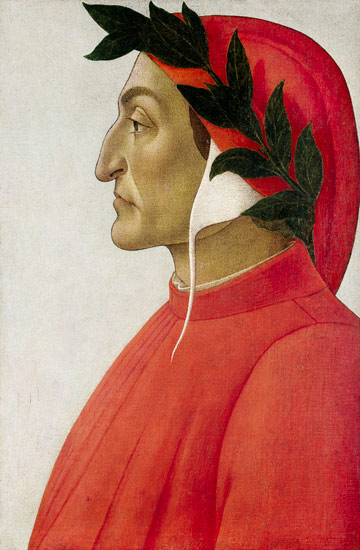
Dante Alighieri, considerato il padre della lingua italiana (Ritratto ideale di Dante di Sandro Botticelli)

L'italiano è una lingua neolatina, cioè derivata dal latino volgare parlato in Italia nell'antichità romana e profondamente trasformatosi nel corso dei secoli.

### Dal latino volgare ai volgari italiani
Già in epoca classica esisteva un uso "volgare" del latino, pervenutoci attraverso testi non letterari, graffiti, iscrizioni non ufficiali o testi letterari attenti a riprodurre la lingua parlata, come accade spesso nella commedia. Accanto a questo, esisteva un latino "letterario", adottato dagli scrittori classici e legato alla lingua scritta, ma anche alla lingua parlata dai ceti socialmente più rilevanti e più colti.
Con la caduta dell'Impero romano e la formazione dei regni romano-barbarici, si verificò una sclerotizzazione del latino scritto (che diventò lingua amministrativa e scolastica), mentre il latino parlato si fuse sempre più intimamente con i dialetti dei popoli latinizzati, dando vita alle lingue neolatine, tra cui l'italiano.
Gli storici della lingua italiana etichettano le parlate che si svilupparono in questo modo in Italia durante il Medioevo come "volgari italiani", al plurale, e non ancora come "lingua italiana". Le testimonianze disponibili mostrano infatti marcate differenze tra le parlate delle diverse zone, mentre mancava un comune modello volgare di riferimento.
Il primo documento tradizionalmente riconosciuto di uso di un volgare italiano è un placito notarile, conservato nell'abbazia di Montecassino, proveniente dal Principato di Capua e risalente al 960: è il Placito cassinese (detto anche Placito di Capua o "Placito capuano"), che in sostanza è una testimonianza giurata di un abitante circa una lite sui confini di proprietà tra il monastero benedettino di Capua afferente ai Benedettini dell'abbazia di Montecassino e un piccolo feudo vicino, il quale aveva ingiustamente occupato una parte del territorio dell'abbazia: «Sao ko kelle terre per kelle fini que ki contene trenta anni le possette parte Sancti Benedicti.» ("So [dichiaro] che quelle terre nei confini qui contenuti (qui riportati) per trent'anni sono state possedute dall'ordine benedettino"). È soltanto una frase, che tuttavia per svariati motivi può essere considerata ormai "volgare" e non più schiettamente latina: i casi (salvo il genitivo Sancti Benedicti, che riprende la dizione del latino ecclesiastico) sono scomparsi, sono presenti la congiunzione ko ("che") e il dimostrativo kelle ("quelle"), morfologicamente il verbo sao (dal latino sapio) è prossimo alla forma italiana, ecc. Questo documento è seguito a brevissima distanza da altri placiti provenienti dalla stessa area geografico-linguistica, come il Placito di Sessa Aurunca e il Placito di Teano.
Studi recenti tendono ad individuare in una breve Iscrizione della catacomba di Commodilla a Roma su un affresco del secolo che ritrae San Felice e San Adàutto, la prima frase in lingua italiana; la piccola scritta, databile agli anni 800 850, recita:

#### Attività mercantili e volgari italiani
Durante l'alto e tardo Medioevo, l'Italia era un crocevia di rotte commerciali, grazie alla presenza delle influenti repubbliche marinare come Venezia, Genova, Pisa e Amalfi. Gli scambi mercantili, soprattutto a partire dal IX secolo, portarono a contatti continui tra mercanti italiani e popolazioni di lingua straniera, contribuendo alla diffusione di termini stranieri nei volgari italiani. Le parole legate alla marineria, al commercio, alle transazioni economiche e alle attività portuali entrarono a far parte del lessico quotidiano, influenzando notevolmente la lingua parlata.

### L'influenza della Scuola siciliana
Uno dei primi casi di diffusione sovraregionale della lingua fu la poesia della Scuola siciliana, scritta in siciliano "illustre" perché arricchito da francesismi, provenzalismi e latinismi, da numerosi poeti (non tutti siciliani) attivi prima della metà del Duecento nell'ambiente della corte imperiale. Alcuni tratti linguistici con questa origine sarebbero stati adottati anche dagli scrittori toscani delle generazioni successive e si mantennero per secoli o fino ad ora nella lingua poetica (e non) italiana: dalle forme monottongate come core e loco ai condizionali in -ia (es. saria per sarebbe) ai suffissi in uso in Sicilia derivati dal provenzale come -anza (es. alligranza per allegria, membranza, usanza, adunanza) o -ura (es. freddura, chiarura, verdura) e altri ancora o vocaboli come il verbo sembrare per parere che per Dante era "parola dotta" (di origine provenzale, giunta anch'essa all'italiano attraverso la lirica siciliana). La Scuola siciliana insegna una grande produttività dell'uso dei già menzionati suffissi e dei prefissi (questi ultimi per lo più derivanti dal latino) come dis-: disfidarsi, s-: spiacere, mis-: miscredere, misfare e tanti altri ancora. Erano già presenti abbreviazioni come dir (dire) o amor (amore) e altri latinismi; ad esempio la parola amuri, in siciliano, si alternava con amore (latinismo).
Il contributo della scuola siciliana fu notevole. A proposito Dante scrive in De vulgari eloquentia:
(Dante Alighieri, De vulgari eloquentia I, XII, 2)

### Dal volgare toscano all'italiano
(Dante Alighieri, Inferno, canto XXXIII, v. 80)

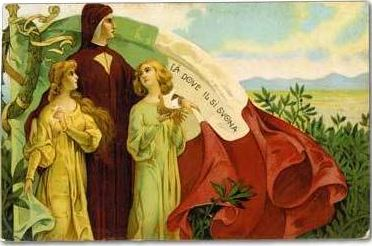
Illustrazione di inizio XX secolo celebrante la lingua del sì con l'immagine di Dante e la sua famosa frase sovrapposta al tricolore

L'assetto dell'italiano discende, in sostanza, da quello del volgare fiorentino trecentesco. Il ruolo di questo volgare nella formazione dell'italiano è tanto importante che in alcuni casi gli storici della lingua descrivono il fiorentino trecentesco già come "italiano antico" e non come "volgare fiorentino".
Tra i numerosi tratti che l'italiano riprende dal fiorentino trecentesco, e che erano invece estranei a quasi tutti gli altri volgari italiani, si possono citare per esempio, a livello fonetico, cinque elementi discriminanti individuati da Arrigo Castellani:
- i "dittonghi spontanei" ie e uo (in realtà epentesi di /j, w/: piede e nuovo con /jɛ, wɔ/, invece di pede e novo);
- l'anafonesi (tinca invece di tenca);
- la chiusura di e pretonica (di- invece di de-);
- l'esito del nesso latino -RI- in /j/ invece che in r (febbraio invece di febbraro),
- il passaggio di ar atono a er (gambero invece di gambaro).

Già dalla fine del Trecento, però, la lingua correntemente parlata a Firenze si distaccò dal fiorentino letterario, che di lì sarebbe stato codificato come modello da letterati non fiorentini, a cominciare dal veneziano Pietro Bembo nelle Prose della volgar lingua (1525), imponendosi come lingua comune per la scrittura in tutta Italia a partire dalla seconda metà del Cinquecento. Come evidenzia Bruno Migliorini: «Se leggiamo una pagina di prosa, anche d'arte, degli ultimi anni del Quattrocento o dei primi del Cinquecento, ci è di solito abbastanza facile dire da quale regione proviene, mentre per un testo della fine del Cinquecento la cosa è assai malagevole». A partire dal Cinquecento, le espressioni "toscano" e "italiano" sarebbero state quindi utilizzate come sinonimi.
Al Seicento appartiene il primo trattato dedicato non ai volgari italiani o a uno o più di tali volgari, ma alla lingua italiana in quanto tale: Delle osservazioni della lingua italiana di Marcantonio Mambelli, detto il Cinonio.
L'italiano ricoprì anche in Corsica (oggi in Francia, ma prima del 1768 possedimento genovese) un ruolo di prestigio, in qualità di lingua di cultura, religione e per la comunicazione ufficiale, fino alla sua graduale sostituzione col francese avvenuta ufficialmente nel 1859; in Sardegna, ove il ruolo di lingua tetto era ormai da tempo ricoperto invece dallo spagnolo, sarebbe occorso nel tardo Settecento un processo d'intensa italianizzazione a partire dalla gestione sabauda, interessata ad allacciarne i rapporti col Piemonte e, così facendo, la sfera culturale italiana.

### Dal Risorgimento a oggi
L'italiano rimase per lungo tempo soprattutto la lingua dei letterati che nelle loro opere avevano adottato il modello letterario del fiorentino del Trecento. Fu Pietro Bembo, nel Cinquecento, a proporre agli altri letterati italiani il fiorentino del Trecento anche come modello di lingua. La sua proposta si inseriva all'interno della cosiddetta "questione della lingua", ovvero il dibattito allora in corso su quale lingua comune si potesse adottare in Italia per la letteratura, e risultò quella maggiormente accolta dagli altri letterati italiani. La discussione allora in corso, in cui avrebbe infine avuto la meglio la posizione del Bembo, non verteva su quale lingua comune potessero adottare gli italiani, bensì in quale lingua comune si potesse scrivere la prosa e la letteratura.
Nelle ricostruzioni dei linguisti, fino alla seconda metà dell'Ottocento solo fasce molto ridotte della popolazione italiana erano in grado di esprimersi in italiano. Come riportato da Sergio Salvi, «Nel 1806, Alessandro Manzoni, in una lettera a Fauriel, confidava che l'italiano "può dirsi quasi come lingua morta"». Più tardi, nel 1861, secondo la stima di Tullio De Mauro, era in grado di parlare in italiano solo il 2,5% della popolazione italiana. Nella valutazione di Arrigo Castellani, alla stessa data la percentuale era invece del 10%.

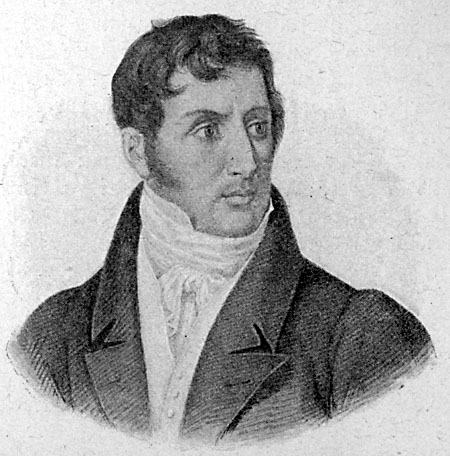
Alessandro Manzoni

Il dibattito risorgimentale sull'esigenza di adottare una lingua comune per l'Italia, che allora stava conseguendo la sua unità nazionale, vide il coinvolgimento di varie personalità come Carlo Cattaneo, Alessandro Manzoni, Niccolò Tommaseo e Francesco De Sanctis.
Si deve in particolare al Manzoni l'aver elevato il fiorentino contemporaneo a modello linguistico nazionale, con la pubblicazione nel 1842 de I promessi sposi, che sarebbe diventato il testo di riferimento della nuova prosa italiana. La sua decisione di donare una lingua comune alla nuova patria, da lui riassunta nel celebre proposito di «sciacquare i panni in Arno», fu il principale contributo di Manzoni alla causa del Risorgimento.
Fra le sue proposte in seno al dibattito sull'unificazione politica e sociale dell'Italia, Manzoni sosteneva inoltre che il vocabolario fosse lo strumento più idoneo per rendere accessibile a tutti il fiorentino a livello nazionale.
(Alessandro Manzoni, Dell'unità della lingua e dei mezzi di diffonderla, 1868)
Fattori storici successivi all'unificazione politica, quali la mobilitazione e il mescolamento degli uomini nelle truppe durante la prima guerra mondiale o la diffusione delle trasmissioni radiofoniche hanno contribuito a una diffusione graduale dell'italiano. Nella seconda metà del Novecento, in particolare, la diffusione della lingua è stata accelerata anche grazie al contributo della televisione e alle migrazioni interne dal Sud al Nord. Fondamentale è stato il divieto di utilizzare con funzione pubblica (scuola, atti pubblici, ecc.) i parlari italiani e le lingue delle minoranze linguistiche; gli insegnanti sono stati lo strumento attraverso cui tali strumenti di espressione furono minorizzati, essendo considerati "dialetti" in posizione subordinata, quando non "mala erba" da estirpare.
Con la Costituzione repubblicana del 1948, l'italiano è stato riconosciuto come lingua ufficiale. È stata inoltre riconosciuta l'esistenza in Italia di altre lingue diverse dall'italiano, ed è stata vietata la discriminazione su basi linguistiche (artt. 3, 6 e 21 della Costituzione italiana).

## Descrizione

### Sistema di scrittura
La lingua italiana usa l'alfabeto italiano costituito da 21 lettere; al quale si aggiungono 5 lettere, tradizionalmente definite straniere, ⟨j⟩, ⟨k⟩, ⟨w⟩, ⟨x⟩, ⟨y⟩, con cui forma l'alfabeto latino. X e J erano lettere utilizzate nell'italiano antico soprattutto nei toponimi (Jesi, Jesolo) e in alcuni cognomi come Lo Jacono e Bixio, o come varianti grafiche di scrittura (ad es. in Pirandello gioja invece di gioia). Esistono accenti grafici sulle vocali: in particolare quello acuto (´) solo sulla e e raramente sulla o (una grafia ricercata li esigerebbe anche su i e u dal momento che sono sempre "vocali chiuse") e quello grave (`) su tutte le altre. Il circonflesso (^) serve per indicare la contrazione di due vocali, in particolare due /i/. Si è soliti indicarlo soprattutto nei (pochi) casi in cui vi possa essere ambiguità di tipo omografico. Per esempio la parola "geni" può riferirsi sia a delle menti brillanti (al singolare: "genio") sia ai nostri caratteri ereditari (al singolare: "gene"). Scritta "genî" non può che riferirsi al primo significato.
L'accento grafico è obbligatorio sulle parole tronche (o ossitone o meglio ancora "ultimali"), che hanno cioè l'accento sull'ultima sillaba e finiscono per vocale. Altrove l'accento grafico è facoltativo, ma utile per distinguere parole altrimenti omografe (àncora - ancóra).

### Fonologia

#### Consonanti
|               | Bilabiali | Labiodentali | Alveolari | Postalveolare | Palatali | Velari | Labiovelari |
| Nasali        | m         | (ɱ)          | n         |               | ɲ        | (ŋ)    |             |
| Occlusive     | p b       |              | t d       |               | (c ɟ)    | k ɡ    |             |
| Affricate     |           |              | ʦ ʣ       | ʧ ʤ           |          |        |             |
| Fricative     |           | f v          | s z       | ʃ (ʒ)         |          |        |             |
| Approssimanti |           |              |           |               | j        |        | w           |
| Vibranti      |           |              | r         |               |          |        |             |
| Monovibranti  |           |              | (ɾ)       |               |          |        |             |
| Laterali      |           |              | l         |               | ʎ        |        |             |

#### Vocali
|             | Anteriore | Centrale | Posteriore |
| ----------- | --------- | -------- | ---------- |
| Alte        | i         |          | u          |
| Medio-alte  | e         |          | o          |
| Medio-basse | ɛ         |          | ɔ          |
| Basse       |           | a        |            |

### Lessico
Il lessico della lingua italiana è descritto da numerosi dizionari, impostati secondo criteri moderni, che includono circa 160000 parole di uso consolidato. Alcuni dizionari includono fino a 800000 lemmi (Vocabolario Treccani); d'altro canto, secondo gli studi di Tullio De Mauro, la lingua di comunicazione quotidiana è fondata su una base di circa 7000 parole. Il Corpus lip (Lista Italiano Parlato) contiene un elenco delle parole che sono comunemente utilizzate nella comunicazione verbale.
La lunghezza media delle parole di un testo in italiano è di circa 5,4 lettere.
Nel corso dei secoli, il lessico dell'italiano ha accolto numerosi prestiti e calchi linguistici da altre lingue e culture.

#### Prestiti da lingue prelatine
Alcune parole dell'italiano derivano da lingue parlate in Italia prima dell'avvento del latino. Hanno questa origine, per esempio, persona (proveniente dall'etrusco) e bufalo (proveniente dall'osco-umbro). Attraverso la mediazione del latino, queste parole sono entrate nell'italiano e in altre lingue e dialetti d'Italia.

#### Latinismi
Il lessico italiano deriva in massima parte dal latino volgare. Il lessico con questa origine non è quindi considerato prestito; in alcuni casi, però, parole modellate su parole del latino letterario sono state reintrodotte nei volgari italiani prima e nell'italiano poi, fino all'età contemporanea. Questo a volte ha creato coppie di parole con la stessa origine ma significato diverso. Dal latino "vitium" hanno origine per esempio sia la parola vezzo, per tradizione ininterrotta, sia la parola vizio, reintrodotta sulla base dell'uso latino classico. O ancora, dal latino "causa" hanno avuto origine sia "cosa" per tradizione ininterrotta che l'omografa "causa", prestito derivante dal latino letterario. Altri latinismi sono stati reintrodotti anche attraverso la mediazione di altre lingue: per esempio le parole sponsor e media, venute dall'inglese, e la parola fazzoletto, che deriva dal latino fascia attraverso il diminutivo greco medievale faskiolon (φάσκιολον).

#### Grecismi
Dal greco sono entrati in italiano molti termini tecnici scientifici (come aritmia, pneumologia, nosocomio), politici e religiosi, questi ultimi dovuti alla diffusione della Vulgata (la traduzione della Bibbia dalla versione in greco detta Septuaginta, da cui parabola, angelo, chiesa, martire ecc.); dai bizantini deriva lessico marinaresco (galea, gondola, molo, argano) o botanico (basilico, bambagia), con alcune altre parole (zio, tapino).

#### Ebraismi
Dall'ebraico derivano parole entrate nell'ambito cristiano come satana, osanna, alleluia, pasqua, giubileo o altre come sabato, manna, cabala, sacco.

#### Arabismi
Numeroso il lessico che proviene da parole arabe, tra cui vegetali (spinaci, carrubo), animali o caratteristiche d'essi (cammello, fennec, ubara, ubèro), alimentari (sciroppo, sorbetto, zucchero, caffè, albicocca, zibibbo), suppellettili (materasso, zerbino), o prodotti (coffa, ghirba, probabilmente valigia), termini commerciali, amministrativi e giuridici (dogana, fondaco, magazzino, tariffa, fattura, sultano, califfo, sceicco, ammiraglio, alfiere, harem, assassino), ludici (azzardo), scientifici (alchimia, alambicco, elisir, calibro, zenit, nadir, azimut), matematici (algebra, algoritmo, cifra, zero), altri aggettivi o sostantivi (meschino, tarsia, risma, intarsiato) e, più recentemente, termini come intifada, burqa o kefiah.

#### Persiano
Dal persiano derivano parole come arancia, limone, asparago, candito, scacchi (da cui anche il matto di "scacco matto"), mago, scià, satrapo, divano, pasdaran.

#### Sanscrito
Negli ultimi decenni sono diventate d'uso comune alcune parole provenienti dal sanscrito. Fra le più usate: guru, maharaja, karma, mahatma, mantra, paṇḍit.

#### Francesismi
Dal francese medievale o dal provenzale provengono moltissimi termini, ad esempio: burro, cugino, giallo, giorno, mangiare, saggio, savio, cavaliere, gonfalone, usbergo, sparviere, levriere, dama, messere, scudiero, lignaggio, liuto, viola, gioiello...; oltre il Medioevo i prestiti dall'area francese si riducono, per riprendere in occasione dell'occupazione della Lombardia nel XV secolo (maresciallo, batteria, carabina, ma anche bignè, besciamella, ragù).
In epoca illuministica e quindi con Napoleone si insedieranno ad esempio rivoluzione, giacobino, complotto, fanatico, ghigliottina, terrorismo.
Nell'Ottocento entrano ancora parole come ristorante, casseruola, maionese, menù, paté, рurè, crêpe, omelette, croissant (cucina); boutique, décolleté, plissé, griffe, prêt-à-porter, fuseaux (moda); boulevard, toilette, sarcasmo, cinema, avanspettacolo, soubrette, boxeur (anglismo passato al francese), chassis. Il termine informatica entra rapidamente dopo la nascita del neologismo informatique nel 1962.

#### Germanismi
Numerosissimi sono in italiano i termini di uso comune che hanno un'origine germanica, soprattutto longobarda o franca, in minor misura gotica. Per esempio: aia, albergo, banca, banda, elmo, garantire, gramo, grinfia, guardare, guardia, guarnire, guercio, guerra, guidare, guitto, guizzo, lanca, landa, lenza, risparmio, sapone, sgraffignare, slitta, spola, stambecco, stamberga, schiena, snello, stanga, trincare, vanga, zanna. Alcuni prestiti sono scandinavi, come renna e sci.

#### Anglicismi
I prestiti dall'inglese sono relativamente recenti, indicativamente dalla fine del Novecento, ma considerevoli. Secondo Tullio De Mauro gli anglismi entrati nell'italiano si attestano attorno all'8% del lessico complessivo.
Dopo la seconda guerra mondiale, si insediano stabilmente termini relativi allo sviluppo tecnologico ed economico; alcuni sono prestiti di necessità, ovvero non sempre traducibili con lemmi già esistenti: kit, jeans, partner, puzzle, scout, punk, rock; altri, pur avendo corrispondente in italiano, sono entrati nell'uso comune anche come sinonimi: sono quelli propri del lessico finanziario come budget (bilancio, esso stesso un prestito dal francese), marketing (commercializzazione; mercatistica), meeting (riunione), business (affari); altri ancora del lessico informatico come chat, chattare, computer, formattare, hardware, software, mouse, blog (da web-log); altri, infine, sono del lessico sportivo come goal (rete; punto), corner (calcio d'angolo), cross (traversone), assist (rifinitura), baseball (palla a base), basket (contrazione derivata da basketball, ovvero pallacanestro).

#### Iberismi
Tramite lo spagnolo, prima e durante l'occupazione asburgica, sono giunti nell'italiano termini esotici quali amaca, ananas, brio, cacao, cioccolata (originariamente nahuatl), condor (originariamente quechua), creanza, etichetta, guerriglia, lama (originariamente quechua), lazzarone, mais (originariamente taino), parata, patata (originariamente quechua), nonché parole queste sì castigliane quale posata, puntiglio, sfarzo, sussiego, zaino.
Dal portoghese derivano parole come banana, cocco, mandarino (originariamente cinese), pagoda (originariamente cinese).
Tra questi, molti hanno origine dai nuovi referenti legati alla scoperta dell'America.
Fra le lingue iberiche minoritarie che ebbero una certa influenza sull'italiano, va senz'altro menzionato il catalano, parlato, insieme all'italiano o alle lingue e dialetti locali, in alcune corti medievali: fra il XIII e il XV secolo in Sicilia e, nel corso del XV secolo, a Napoli.

### Grammatica
La morfosintassi dell'italiano è conforme al modello delle altre lingue italo-occidentali in generale, possedendo un ricco sistema verbale e configurandosi come lingua SVO. I nomi non possiedono distinzioni di caso. Ci sono due generi (maschile e femminile) e due numeri (singolare e plurale). I nomi, gli aggettivi e gli articoli si flettono e si accordano per entrambe le categorie. Il verbo è coniugato per modo (indicativo, congiuntivo, condizionale, imperativo, infinito, participio e gerundio), tempo (presente, imperfetto, passato remoto, futuro, passato prossimo, trapassato prossimo, futuro anteriore, trapassato remoto), diatesi (attiva, passiva e riflessiva), persona e numero (anche genere nel participio passato); spesso i pronomi soggetto sono omessi, come di consueto anche in altre lingue italo-occidentali, poiché sono espressi dalla coniugazione verbale. A differenza delle lingue romanze occidentali (francese, spagnolo, lingue retoromanze ossia romancio-ladino-friulano, occitano, ecc.) che tipicamente formano il plurale aggiungendo un "s" al singolare maschile, in italiano il plurale si forma modificando la desinenza finale al maschile singolare.

## Uso in Italia nell'età contemporanea
L'italiano è usato da un'ampia maggioranza della popolazione italiana residente in Italia. Inoltre, la lingua è usata da diverse fasce della popolazione in tutte le situazioni comunicative, sia informali (conversazione in famiglia o tra amici) sia formali (discorsi pubblici, atti ufficiali).
Nelle situazioni comunicative informali (e occasionalmente in quelle formali) l'uso dell'italiano si alterna in alcune aree geografiche e in diverse fasce della popolazione con l'uso di un dialetto, di una lingua regionale o di una lingua di minoranza.

### Percentuali di parlanti in Italia
Secondo un'indagine ISTAT condotta nel 2006 su un campione di 24.000 famiglie residenti in Italia (corrispondenti a circa 54.000 individui), nella conversazione con estranei il 72,8% dei residenti dichiara di parlare "solo o prevalentemente italiano", mentre il 19% dichiara di parlare "sia italiano che dialetto". Parla invece "solo o prevalentemente dialetto" il 5,4% dei residenti, e "un'altra lingua" l'1,5% (la somma delle quattro voci porta al 98,7%). Almeno il 91,8% dei residenti (somma delle percentuali relative alle prime due scelte) dichiara quindi di essere in grado di parlare italiano. Commentando i dati della stessa indagine, Gaetano Berruto riassume la situazione dicendo che all'inizio del XXI secolo in Italia esiste "una piccola minoranza (di entità difficile da quantificare, forse attorno al 5%, e da cercare prevalentemente fra coloro che sono privi di qualunque titolo di studio), soprattutto nelle generazioni più vecchie e in Italia meridionale, di persone che parlano solo dialetto".
Va ricordato che le "popolazioni autoctone storiche" riconosciute "minoranze linguistiche" con l'art. 2 della legge 482/99 in attuazione art. 6 Cost., sono costituite da circa 3 milioni di cittadini italiani, a cui vanno aggiunti i parlanti i tanti dialetti italiani. Molti di questi dialetti, come testimoniato da Tullio De Mauro, sono ancora vitali e diffusamente parlati, anche se in forma bilingue con l'italiano. Il grande linguista Tullio De Mauro, in una intervista pubblicata nel 2014, infatti affermava che ” chi diagnosticava la morte dei dialetti deve ricredersi [...] regredendo l'uso esclusivo, è andato crescendo quello alternante di italiano e dialetto: nel 1955 era il 18 per cento, oggi è il 44,1 [...] ”. È inoltre noto che per questo importante linguista italiano, il plurilinguismo “italiano + dialetti o una delle tredici lingue di minoranza” gioca un ruolo positivo in quanto “i ragazzi che parlano costantemente e solo italiano hanno punteggi meno brillanti di ragazzi che hanno anche qualche rapporto con la realtà dialettale” 
Secondo i dati del Ministero dell'Interno il 95% degli italiani ha come lingua madre l'italiano mentre il 5% rimanente compone le minoranze linguistiche d'Italia (si pensi ad esempio alla popolazione germanofona dell'Alto Adige o slovenofona del Friuli-Venezia Giulia).
In base ad un'indagine dell'ISTAT pubblicata nel dicembre 2017, si stima che nel 2015 il 90,4% della popolazione fosse di lingua madre italiana, in diminuzione rispetto al 95,9% rilevato del 2006.

### Stime del numero totale di italofoni
Esistono stime assai discordanti sul numero degli italofoni, definizione che include tutti i locutori di lingua italiana nel mondo, come lingua madre o lingua seconda.
La ONG evangelica Summer Institute of Linguistics, dedita allo studio delle lingue per la diffusione della Bibbia e autrice della pubblicazione Ethnologue, stima che esistano circa 61 milioni di italofoni nel mondo, dei quali 55 milioni in Italia.
L'Eurobarometro, sondaggio statistico periodico condotto dalla Commissione europea, stima invece che l'italiano sia parlato come lingua madre dal 13% dei cittadini dell'Unione (al secondo posto insieme all'inglese e dopo il tedesco), a cui si aggiunge un 3% in grado di parlarlo come seconda lingua, per un totale di 72 milioni di persone nella sola Unione europea. Rilevato nel 2006, il risultato è stato confermato dal rapporto del 2012.

### Uso in situazioni informali
La diffusione dell'italiano nella comunicazione informale è avvenuta soprattutto nella seconda metà del Novecento, e l'uso effettivo è quindi strettamente collegato all'età dei parlanti.
Secondo un'indagine ISTAT condotta nel 2006 le persone che parlavano "solo o prevalentemente italiano" sono per esempio state stimate al 72,8 % con gli estranei e al 45,5 % in famiglia, con questa distribuzione nelle fasce d'età estreme:
- da 6 a 10 anni: 68,2%
- da 11 a 14 anni: 62,4%
- da 65 a 74 anni: 31,9%
- 75 e più: 28,2%

### Uso nei mezzi di comunicazione di massa
L'uso dell'italiano è generalizzato nei mezzi di comunicazione di massa diffusi in Italia (giornali, radio, cinema, televisione). In Italia i film stranieri sono di regola presentati con un doppiaggio in lingua italiana e le trasmissioni radiofoniche e televisive in lingua diversa dall'italiano sono molto rare.

### Varietà di italiano
L'italiano non è una lingua del tutto uniforme. Il linguista Gaetano Berruto ha distinto per esempio nove varietà di italiano:
1. italiano normalizzato letterario: questa è la lingua normalizzata (spesso detta standard), descritta dai manuali di grammatica, quella lingua che quindi può considerarsi come un italiano "ideale". È proprio di chi ha studiato dizione, dei relatori e degli attori.
2. italiano neo-standard (= italiano regionale colto medio): è, come dice la parola stessa, il nuovo standard, ovvero quell'italiano odierno che accoglie forme grammaticali più vicine al parlato.
3. italiano parlato colloquiale
4. italiano regionale popolare
5. italiano informale trascurato
6. italiano gergale
7. italiano formale aulico
8. italiano tecnico-scientifico
9. italiano burocratico

## Paesi in cui l'italiano è lingua ufficiale
L'italiano è lingua ufficiale in Italia (benché alcuni territori siano ufficialmente bilingui), nella Città del Vaticano (sebbene la lingua nominalmente ufficiale della Santa Sede sia invece il latino), a San Marino, nel sud della Svizzera (Canton Ticino e frange meridionali dei Grigioni), nella fascia litoranea della Slovenia (accanto allo sloveno) e nella regione istriana della Croazia (accanto al croato). È inoltre la lingua ufficiale dell'Ordine di Malta nonché una delle 4 lingue ufficiali della Confederazione elvetica e una delle 24 lingue ufficiali dell'Unione europea.
In passato, l'italiano è stato lingua ufficiale (o coufficiale), per periodi diversi, anche in altre aree geografiche: in Corsica fino al 1859, nelle Isole Ionie fino al 1864, a Nizza fino al 1870, nel Principato di Monaco fino al 1919, a Malta fino al 1934. Durante la seconda guerra mondiale fu per breve tempo lingua ufficiale di territori annessi come le province di Lubiana, Spalato e Cattaro; nel corso dello stesso conflitto, o immediatamente dopo, perse inoltre lo stato di ufficialità nei territori sloveni del Goriziano e del Carso, nell'isola di Cherso e nelle allora province di Fiume e Zara (Croazia), in Albania, nel Dodecaneso, nonché in Libia, Etiopia ed Eritrea. Rimase invece lingua ufficiale in Somalia fino al 1963.

### Italia
La Costituzione della Repubblica Italiana non indica l'italiano come lingua ufficiale. Tuttavia, in Italia l'italiano è considerato lingua ufficiale in quanto lo Statuto di Autonomia della Regione Autonoma Trentino-Alto Adige (DPR n. 670 del 31 agosto 1972), che ha valore di legge costituzionale, dichiara all'art. 99 che « [...] quella italiana [...] è la lingua ufficiale dello Stato». Inoltre la legge ordinaria n. 482 del 15 dicembre 1999 Norme in materia di tutela delle minoranze linguistiche storiche stabilisce all'art. 1 che «la lingua ufficiale della Repubblica è l'italiano».
Una proposta di legge costituzionale approvata dalla Camera il 28 marzo 2007 prevedeva la modifica dell'art. 12 della Costituzione in «L'italiano è la lingua ufficiale della Repubblica nel rispetto delle garanzie previste dalla Costituzione e dalle leggi costituzionali»: la proposta però non è stata approvata dal Senato e l'art. 12 nella forma in vigore al 31 dicembre 2012 non contiene indicazioni sulla lingua ufficiale.
Secondo uno studio statistico dell'ISTAT pubblicato nel 2017, il 90,4% della popolazione è di lingua madre italiana:
| Regione               | Madrelingua italiani (maggiori di 6 anni d'età) | Percentuale |
| --------------------- | ----------------------------------------------- | ----------- |
| Puglia                | 3 746 000                                       | 96,9%       |
| Sardegna              | 1 527 000                                       | 96,6%       |
| Campania              | 5 295 000                                       | 96,0%       |
| Basilicata            | 526 000                                         | 96,0%       |
| Sicilia               | 4 590 000                                       | 95,8%       |
| Calabria              | 1 757 000                                       | 94,2%       |
| Molise                | 270 000                                         | 93,5%       |
| Abruzzo               | 1 160 000                                       | 92,2%       |
| Liguria               | 1 365 000                                       | 91,1%       |
| Valle d'Aosta         | 109 000                                         | 90,4%       |
| Marche                | 1 311 000                                       | 89,7%       |
| Piemonte              | 3 719 000                                       | 89,4%       |
| Toscana               | 3 127 000                                       | 89,2%       |
| Umbria                | 750 000                                         | 88,9%       |
| Veneto                | 4 083 000                                       | 88,4%       |
| Lazio                 | 4 944 000                                       | 88,2%       |
| Friuli-Venezia Giulia | 1 014 000                                       | 87,8%       |
| Lombardia             | 8 235 000                                       | 87,7%       |
| Emilia-Romagna        | 3 625 000                                       | 86,6%       |
| Trentino-Alto Adige   | 560 000                                         | 57,1%       |
| Totale                | 51 790 000                                      | 90,4%       |

### Svizzera

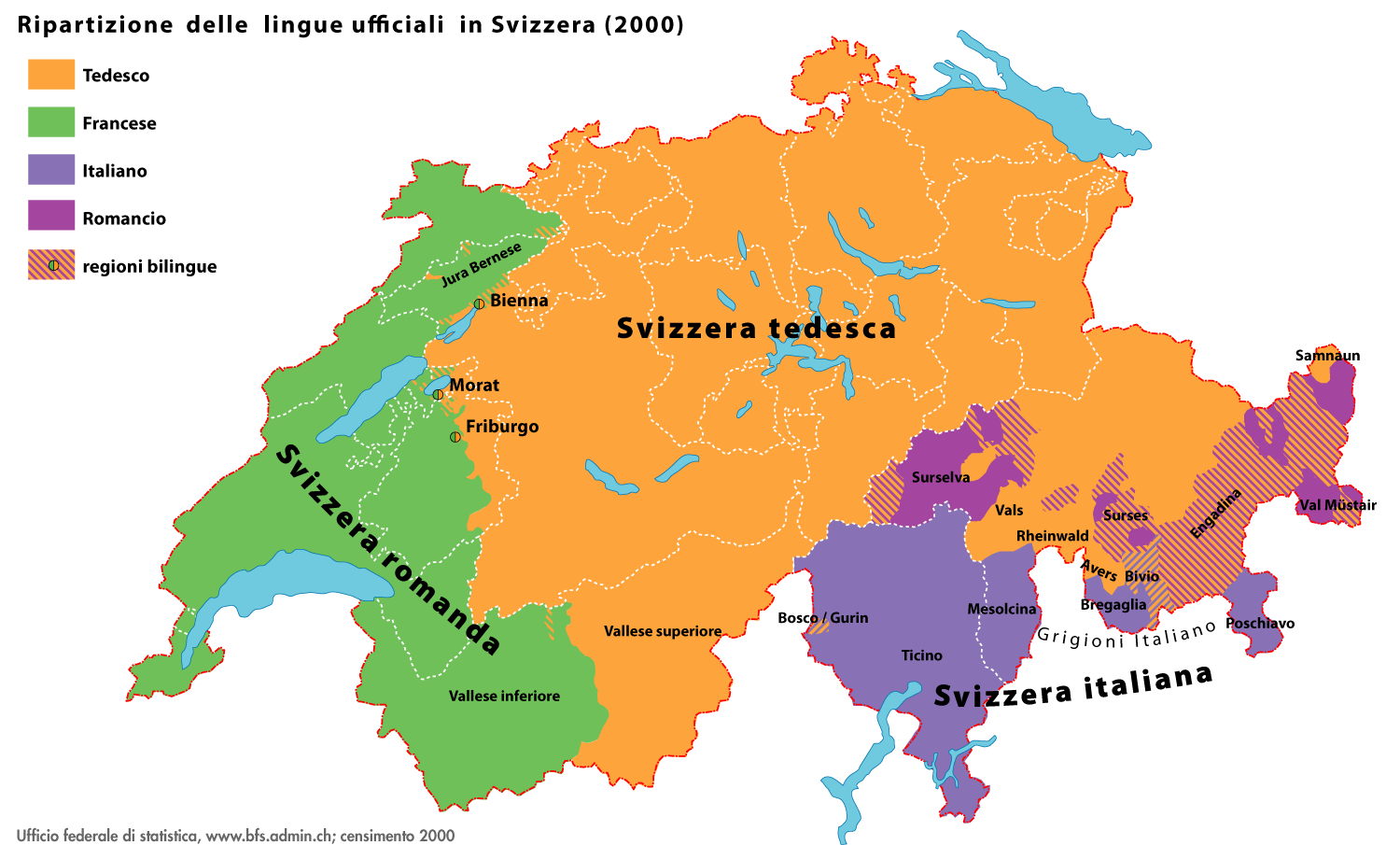
Ripartizione delle lingue ufficiali in Svizzera (2000)

La lingua italiana in Svizzera è una delle quattro lingue ufficiali insieme al tedesco, al francese e al romancio. Secondo i dati del censimento dell'anno 2013, l'italiano è la lingua principale di oltre 600000 persone residenti nella Confederazione (pari all'8,3 % della popolazione), di cui 307268 residenti nel Canton Ticino, dove l'italiano, oltre a essere unica lingua ufficiale, è considerato la lingua principale dall'88,6% della popolazione. Già la prima Costituzione moderna (quella che nel 1848 fa della Svizzera uno Stato federale), assegna all'italiano lo statuto di lingua nazionale. L'articolo 4 della costituzione federale recita appunto: "Le lingue nazionali sono il tedesco, il francese, l'italiano e il romancio".
Il territorio di lingua italiana (la cosiddetta Svizzera italiana) è costituito dal Canton Ticino e dalle quattro valli italofone del Cantone trilingue dei Grigioni (da Est a Ovest, si tratta delle valli Poschiavo, Bregaglia, Mesolcina e Calanca; le altre lingue di questo Cantone nel Sud-Est della Svizzera sono il tedesco e il romancio). L'italiano è considerato lingua principale dal 13,9% della popolazione nel Canton Grigioni. L'italiano è diffuso infine nell'uso per ragioni turistiche nell'alta Engadina. L'unico ex comune svizzero sul versante settentrionale delle Alpi di lingua italiana, Bivio, sta invece subendo un processo di germanizzazione. In questo comune la lingua italiana è ora parlata da poco meno del 30% degli abitanti (erano ancora l'80% nel 1860).
Essendo lingua minoritaria, l'italiano in Svizzera gode di protezione e sussidi da parte di Confederazione e cantoni. L'articolo 70 della costituzione federale riguarda la politica linguistica svizzera, parte di esso recita: "Le lingue ufficiali della Confederazione sono il tedesco, il francese e l'italiano... La Confederazione sostiene i provvedimenti dei Cantoni dei Grigioni e del Ticino volti a conservare e promuovere le lingue romancia e italiana".
Il censimento del 2013 ha tracciato una mappa svizzera delle diffusione delle lingue in Svizzera. I risultati sono riportati di seguito:

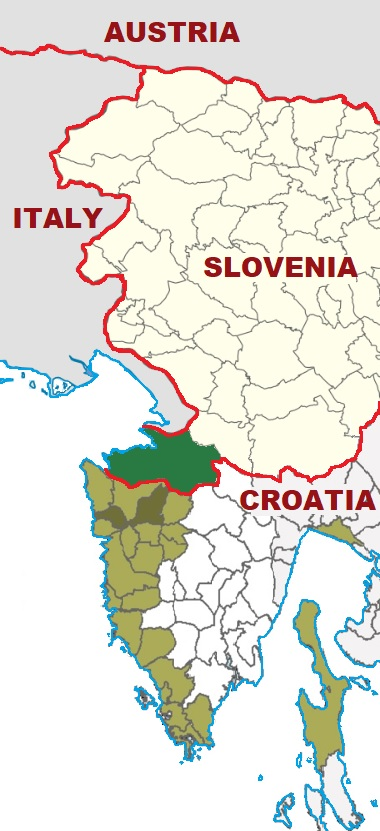
Aree di insediamento delle comunità nazionali italiane in Slovenia ed in Croazia
Aree di insediamento della comunità nazionale italiana in Slovenia
Comuni in Croazia dove la comunità italiana supera il 30% dei residenti
Comuni in Croazia dove la comunità italiana rappresenta tra il 5% e il 30% dei residenti

     Aree di insediamento della comunità nazionale italiana in Slovenia
     Comuni in Croazia dove la comunità italiana supera il 30% dei residenti
     Comuni in Croazia dove la comunità italiana rappresenta tra il 5% e il 30% dei residenti
| Cantone          | Parlanti italiano | %    | Diffuso come | Cantone            | Parlanti italiano | %   | Diffuso come |
| ---------------- | ----------------- | ---- | ------------ | ------------------ | ----------------- | --- | ------------ |
| Ticino           | 307 268           | 88,0 | 1ª lingua    | Zugo               | 5 284             | 4,4 | 2ª lingua    |
| Grigioni         | 27 813            | 13,9 | 3ª lingua    | San Gallo          | 17 850            | 3,6 | 2ª lingua    |
| Basilea Città    | 10 827            | 5,7  | 2ª lingua    | Vallese            | 12 607            | 3,8 | 3ª lingua    |
| Glarona          | 2 706             | 6,8  | 2ª lingua    | Berna              | 29 273            | 2,9 | 3ª lingua    |
| Zurigo           | 83 719            | 5,8  | 2ª lingua    | Lucerna            | 11 443            | 2,9 | 2ª lingua    |
| Ginevra          | 34 260            | 7,1  | 2ª lingua    | Svitto             | 4 277             | 2,8 | 3ª lingua    |
| Basilea Campagna | 16 155            | 5,7  | 2ª lingua    | Giura              | 2 100             | 2,9 | 3ª lingua    |
| Argovia          | 33 554            | 5,2  | 2ª lingua    | Appenzello Esterno | 905               | 1,7 | 3ª lingua    |
| Neuchâtel        | 10 994            | 6,2  | 2ª lingua    | Nidvaldo           | 533               | 1,4 | 2ª lingua    |
| Soletta          | 11 603            | 4,4  | 2ª lingua    | Uri                | 462               | 1,3 | 3ª lingua    |
| Vaud             | 40 356            | 5,3  | 3ª lingua    | Friburgo           | 7 584             | 2,5 | 3ª lingua    |
| Turgovia         | 10 285            | 3,9  | 2ª lingua    | Obvaldo            | 329               | 1,0 | 4ª lingua    |
| Sciaffusa        | 1 897             | 2,6  | 2ª lingua    | Appenzello Interno | 134               | 0,9 | 4ª lingua    |

### Slovenia
In Slovenia l'italiano è lingua ufficiale (con lo sloveno) nei quattro comuni costieri di Ancarano, Capodistria, Isola d'Istria e Pirano.
L'articolo 64 della Costituzione slovena riconosce diritti particolari alla comunità nazionale autoctona italiana. In particolare, gli italofoni autoctoni sloveni hanno diritto:
(Costituzione della repubblica Slovena, Articolo 64)
Tali diritti sono garantiti costituzionalmente dallo stato sloveno, materialmente e moralmente.

Alla comunità nazionale autoctona si aggiungono poi i cittadini italiani residenti in Slovenia: l'unione di queste due componenti costituisce il gruppo etnico degli sloveni italiani.
In particolare riferimento al sistema educativo e scolastico è da notare come, in seguito alle leggi del 1996 sulle istituzioni prescolari, sulle scuole elementari e sulle scuole superiori, nelle scuole di madrelingua slovena operanti sul territorio dei comuni bilingui, l'italiano sia insegnata come lingua obbligatoria, così come lo sloveno è insegnamento obbligatorio nelle scuole di madrelingua italiana.

### Croazia

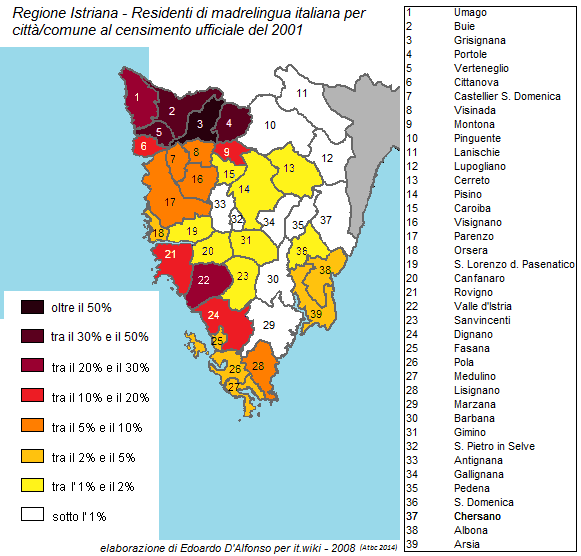
Distribuzione per comuni degli italiani madrelingua nella Regione Istriana (Croazia) (2001)

Nella Regione Istriana, in Croazia, l'italiano è lingua ufficiale a livello regionale insieme al croato (parlata dal 7,69% della popolazione secondo il censimento ufficiale del 2001), e a livello comunale a: Buie, Castellier-Santa Domenica, Cittanova, Dignano, Fasana, Grisignana, Lisignano, Montona, Orsera, Parenzo, Pola, Portole, Rovigno, Torre-Abrega, Umago, Valle d'Istria, Verteneglio, Visignano, Visinada. Secondo Ethnologue e Dieta Istriana, i parlanti italiano in Istria sarebbero almeno il 25%.
Al di fuori dell'Istria, l'italiano è lingua coufficiale a livello comunale nella cittadina di Cherso (situata nell'omonima isola della Regione litoraneo-montana). Anche a Fiume, Zara e in altre città costiere della Dalmazia l'italiano è parlato o compreso da una parte (sia pur minoritaria) della popolazione, ma in tali aree gli italofoni non godono di tutele specifiche.

### San Marino
Nella Repubblica di San Marino è lingua nazionale dello Stato.

### Ordine di Malta
L'italiano è la lingua ufficiale. Come tale, è usato nelle occasioni formali e solitamente negli eventi internazionali o dove gli italiani siano in maggioranza. Nelle occasioni soprattutto informali che avvengono in ambiti nazionali, i partecipanti usano la loro lingua nazionale (in Francia il francese e così via). In generale, le lingue più usate sono l'inglese, l'italiano, il francese, il tedesco e lo spagnolo, per esempio il sito internazionale è in queste lingue, elencate in questo ordine.

### I Paesi in dettaglio
| Paese              | Abitanti (anno)   | Cittadini italofoni madrelingua (%) | Diffuso come | Note |
| ------------------ | ----------------- | ----------------------------------- | ------------ | --- |
| Città del Vaticano | 829 (2010)        | 100 %                               | 1ª lingua    | Co-ufficiale assieme al latino, lingua ufficiale della Santa Sede. |
| Croazia            | 4 290 612 (2011)  | 0,44%                               | 4ª lingua    | Coufficiale e parificato al croato nella regione istriana. |
| Italia             | 60 100 000 (2011) | 90,4 %                              | 1ª lingua    | Lingua ufficiale |
| San Marino         | 32 448 (2013)     | 100 %                               | 1ª lingua    | Lingua ufficiale |
| Slovenia           | 2 029 680 (2012)  | 0,11%                               | 4ª lingua    | Lingua co-ufficiale e parificata allo sloveno nei comuni di Ancarano, Capodistria, Isola d'Istria e Pirano, nella regione del Litorale, che include anche la parte slovena dell'Istria. |
| Svizzera           | 7 944 566 (2013)  | 8,1 %                               | 3ª lingua    | Lingua ufficiale e nazionale in tutta la federazione svizzera. Unica lingua ufficiale in Canton Ticino e co-ufficiale assieme al tedesco e al romancio nel Canton Grigioni.             |

## Diffusione nei Paesi in cui non è lingua ufficiale
Le stime di Ethnologue (2020) valutano che al mondo vi siano 68 milioni di persone in grado di parlare italiano in 34 Paesi diversi, facendola risultare come la 27ª lingua parlata in base al numero di parlanti totali (64,6 milioni circa sono parlanti madrelingua L1). Alcuni milioni di parlanti sono residenti all'estero. Le stime disponibili tuttavia hanno un certo grado di arbitrarietà per quanto riguarda la definizione (più o meno rigorosa) del «parlare italiano».
Nel 2011, è inoltre fra le cinque lingue più studiate al mondo (come lingua non madre).
In alcuni Paesi l'italiano, pur non avendo un riconoscimento ufficiale, ha un uso relativamente diffuso, anche se privo di riconoscimento giuridico. I Paesi in cui l'italiano è più parlato in rapporto alla popolazione, sono Malta (84%) e Albania (73%): in termini assoluti i Paesi in cui l'italiano è maggiormente parlato sono Albania (1600000 abitanti) e Argentina (1500000 abitanti, ma stime non ufficiali indicano addirittura più di 5000000 di italofoni). Seguono Canada, Francia e USA, con 1000000 di italofoni ciascuno.
L'italiano come lingua ufficiale:
- Italia
- San Marino
- Città del Vaticano
- Svizzera
- Slovenia (a livello regionale, nei comuni di Pirano, Capodistria, Ancarano e Isola d'Istria)
- Croazia (a livello regionale in Istria)
- Unione europea
- Ordine di Malta

L'italiano come lingua amministrativa, turistica e/o insegnata obbligatoriamente nelle scuole
- Albania (lingua straniera conosciuta dal 50% della popolazione e compresa dal 60%)[73]
- Brasile (ufficiale a livello regionale ed etnico a Santa Teresa e Vila Velha, e come tale insegnato obbligatoriamente nelle scuole. Nel Rio Grande do Sul è riconosciuto come lingua ufficiale regionale, e a San Paolo del Brasile è diffuso non ufficialmente)
- Eritrea (lingua coufficiale de facto, amministrativa e commerciale, per ragioni storiche, al pari dell'inglese, dopo arabo e tigrino)[senza fonte]
- Malta (lingua ufficiale fino al 1934; acquisita come lingua straniera, soprattutto per il commercio e il turismo, dall'84% della popolazione. Viene spesso appresa tramite la televisione italiana, che ha ricezione a Malta, o tramite le scuole, dove viene insegnata al pari di altre lingue straniere.)
- Somalia (lingua ufficiale fino al 1963, oggi è lingua amministrativa e commerciale[senza fonte])

L'italiano come altra lingua parlata:
- Argentina (lingua minoritaria di peso, la seconda dopo lo spagnolo)
- Costa Rica (parlato dai discendenti dell'emigrazione italiana[senza fonte])
- Australia (parlato dai discendenti dell'emigrazione italiana)
- Belgio (parlato dai discendenti dell'emigrazione italiana)[74]
- Bosnia ed Erzegovina (parlato da profughi in Italia durante la guerra di Jugoslavia e da persone lavoranti nella cooperazione[senza fonte])
- Canada (parlato dai discendenti dell'emigrazione italiana[senza fonte])
- Cile (parlato dai discendenti dell'emigrazione italiana[senza fonte])
- Cuba (lingua utilizzata per il turismo italiano)
- Francia (parlato dai discendenti dell'emigrazione italiana, conosciuto per motivi commerciali nelle aree più vicine all'Italia ed in regioni anticamente italiane)
- Germania (parlato dai discendenti dell'emigrazione italiana, conosciuto anche per motivi commerciali)
- Grecia (Utilizzato per motivi commerciali)
- Israele (parlato per lo più da ebrei italiani[senza fonte])
- Libia (lingua ufficiale fino al 1943; ora lingua commerciale)

- Liechtenstein (vicino al confine con la Svizzera, la seconda dopo il tedesco)
- Lussemburgo (parlato dai discendenti dell'emigrazione italiana[senza fonte])
- Macedonia del Nord (seconda lingua più diffusa dopo l'inglese)[75][76]
- Monaco (lingua ufficiale fino al 1860; lingua straniera più conosciuta e turistica e parlato come seconda lingua dopo il francese da comunità consistenti)
- Montenegro (lingua straniera più conosciuta e insegnata nelle scuole)
- Paraguay (parlato dai discendenti dell'emigrazione italiana[senza fonte])
- Perù (parlato dai discendenti dell'emigrazione italiana[senza fonte])
- Regno Unito (parlato dai discendenti dell'emigrazione italiana, conosciuto anche per motivi commerciali)
- Romania
- Stati Uniti (parlato dai discendenti dell'emigrazione italiana, in particolare negli stati di New York e New Jersey)
- Sudafrica (parlato dai discendenti dell'emigrazione italiana[senza fonte])
- Tunisia
- Uruguay (parlato dai discendenti dell'emigrazione italiana, lingua più studiata nelle scuole dopo il portoghese)
- Venezuela (parlato dai discendenti dell'emigrazione italiana)

### Cittadini italiani residenti all'estero
In base ai dati dell'Anagrafe degli italiani residenti all'estero (AIRE) pubblicati dal Ministero dell'interno, aggiornato al 2012, risultano presenti forti comunità di cittadini italiani residenti all'estero; queste cifre indicano solo i cittadini italiani residenti e non tutti gli italofoni presenti nei diversi Paesi:
- Argentina 691481
- Germania 651852
- Svizzera 558545
- Francia 373145
- Brasile 316699
- Belgio 254741
- Stati Uniti d'America 223429
- Regno Unito 210690
- Canada 137045
- Australia 133122
- Spagna 124013
- Venezuela 116329
- Uruguay 90603

- Cile 52006
- Paesi Bassi 35715
- Sudafrica 31734
- Perù 30513
- Lussemburgo 22960
- Austria 21581
- Ecuador 14835
- Colombia 14216
- Messico 13409
- Croazia 13019
- San Marino 11934
- Grecia 10982
- Israele 11328

- Svezia 9666
- Irlanda 8545
- Paraguay 8502
- Monaco 6803
- Cina 6746
- Repubblica Dominicana 6077
- Danimarca 5328
- Portogallo 4955
- Costa Rica 4661
- Guatemala 4370
- Egitto 4139
- Emirati Arabi Uniti 4133
- Giappone ~3000

In totale, i cittadini italiani all'estero sono 4341156; in particolare, 2365170 in Europa, 400214 in Nord e Centro America, 1338172 in Sud America, 56366 in Africa, 45006 in Asia e 136228 in Oceania.
Gli iscritti all'AIRE «provengono da residenze anagrafiche in Italia ed erano quindi precedentemente iscritti anagraficamente presso comuni italiani», e sono quindi spesso in grado di parlare italiano. Tuttavia, alcuni di loro "non sono mai stati scolarizzati in italiano né hanno mai parlato la [...] lingua in contesti formali e non, non avendo neanche appreso l'italiano in famiglia". Per questo motivo Barbara Turchetta ritiene che "sebbene il numero di cittadini italiani residenti all'estero si avvicini a quello degli italofoni all'estero, esso è certamente in eccesso rispetto a quest'ultimo".

### Discendenti di emigrati italiani
Le stime sul numero di discendenti di emigrati italiani all'estero arrivano fino a un massimo di 80 milioni di persone. Tuttavia, «degli oltre 25000000 Italiani emigrati tra il 1876 e il 1976 appena 7000000 circa possono considerarsi espatriati in maniera definitiva; il resto si limitò a un soggiorno variabilmente lungo all'estero prima di un ritorno definitivo in patria».
Nelle comunità stabili di italiani all'estero la lingua nazionale è comunque usata relativamente di rado. Nel primo rapporto organico sulla diffusione dell'italiano nel mondo, la storia dell'uso della lingua italiana all'estero è stata in effetti descritta come quella di «un grande naufragio»: tuttavia, i cittadini di altri Paesi che dichiarano di avere come lingua madre l'italiano sono complessivamente stimabili in due o tre milioni di persone.

## L'italiano come lingua straniera
L'italiano come lingua straniera (LS) è l'italiano insegnato fuori d'Italia ad apprendenti di madrelingua non italiana. Alla fine degli anni settanta, l'Istituto dell'Enciclopedia Italiana commissionò a Ignazio Baldelli la prima indagine sui motivi che spingevano il pubblico degli apprendenti italiano LS a studiare l'italiano. L'italiano appare studiato soprattutto per due ragioni: il prestigio della cultura italiana o un'ascendenza familiare italiana. Sempre in base all'indagine di Baldelli, furono stimati più di 700 000 apprendenti stranieri, donne per i due terzi: del totale, il 70% è di studenti, nei restanti casi soprattutto di impiegati.
Il 21 e 22 ottobre 2014 si sono svolti a Firenze, su iniziativa del Ministero degli Affari Esteri italiano, i primi «Stati generali della lingua italiana nel mondo», per fare il punto sulla situazione presente e definire strategie future per la diffusione della lingua a livello globale. Il libro bianco L'italiano nel mondo che cambia, realizzato in seguito all'evento, stima in oltre 1 milione gli studenti d'italiano all'estero, maggiormente in Germania (244 000), Australia (203 000) e Stati Uniti (145 000). I successivi Stati generali si sono tenuti il 17 e 18 ottobre 2016, sempre a Firenze.

### Enti di promozione della lingua italiana nel mondo
Istituti Italiani di CulturaIl Ministero per gli Affari Esteri, attraverso la rete degli Istituti Italiani di Cultura, assicura la promozione della lingua italiana all'estero grazie a corsi di lingua e cultura italiana. Ogni anno, nel mese di ottobre, ha luogo la Settimana della lingua italiana nel mondo.
Società Dante AlighieriLa Società Dante Alighieri nasce nel 1889 grazie a un gruppo di intellettuali guidati da Giosuè Carducci e viene eretta Ente Morale con R. Decreto del 18 luglio 1893, n. 347: con d.l. n. 186 del 27 luglio 2004 è assimilata, per struttura e finalità, alle ONLUS. Il suo scopo primario, come recita l'articolo 1 dello Statuto sociale, è quello di "tutelare e diffondere la lingua e la cultura italiane nel mondo, ravvivando i legami spirituali dei connazionali all'estero con la madre patria e alimentando tra gli stranieri l'amore e il culto per la civiltà italiana". Per il conseguimento di queste finalità, la "Dante Alighieri" si è affidata e si affida tuttora all'aiuto costante e generoso di oltre 500 Comitati, di cui più di 400 attivi in Africa, America, Europa, Asia e Oceania.
Comunità Radiotelevisiva ItalofonaCostituita il 3 aprile 1985 quale collaborazione istituzionale tra radiotelevisioni di servizio pubblico – Rai, Rtsi, TV Koper-Capodistria, Radio Vaticana e San Marino RTV – la Comunità radiotelevisiva italofona nasce come strumento di valorizzazione della lingua italiana. La sua struttura articolata può essere illustrata da uno schema in tre cerchi: il primo cerchio è formato dai soci fondatori; il secondo comprende tutti i media "osservatori", registrati; il terzo cerchio, infine, include gli "amici", cioè quel quadro ambientale che favorisce l'humus di crescita della Comunità.

### Quotidiani in lingua italiana
Tra i diversi quotidiani in lingua italiana editi in Paesi dove l'italiano non è lingua ufficiale nazionale, si citano:
- in edizione cartacea:
  -  Argentina: L'Italiano
  -  Australia: Il Globo
  -  Canada: Corriere Canadese, L'Ora di Ottawa, Il Cittadino Canadese, Corriere Italiano
  -  Croazia: La Voce del popolo
  -  Stati Uniti: America Oggi
  -  Uruguay: La gente d'Italia
- in edizione web sono:
  -  Germania: Il Mitte (quotidiano di Berlino e Francoforte)
  -  Malta: Il Corriere di Malta
  -  Venezuela: La Voce d'Italia
  -  Francia: Corsica Oggi

## Lingue in Italia e dialetti italiani
Lingua francoprovenzale
     Lingua occitana
     Lingue gallo-italiche
     Lingua veneta
     Dialetto sudtirolese
     Lingua friulana e lingua ladina
     Lingua slovena
     Dialetti toscani
     Dialetti italiani mediani
     Dialetti italiani meridionali
     Lingua siciliana
     Lingua sarda
     Lingua corsa

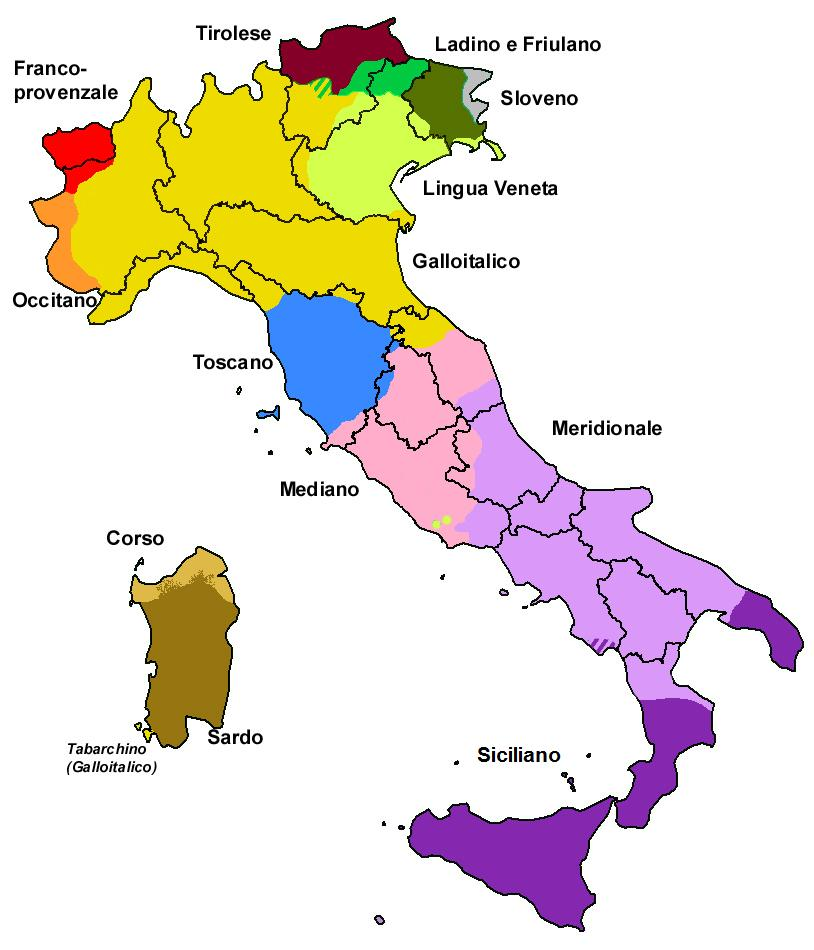
I gruppi linguistici presenti in Italia:
Lingua francoprovenzale
Lingua occitana
Lingue gallo-italiche
Lingua veneta
Dialetto sudtirolese
Lingua friulana e lingua ladina
Lingua slovena
Dialetti toscani
Dialetti italiani mediani
Dialetti italiani meridionali
Lingua siciliana
Lingua sarda
Lingua corsa

In Italia pressoché tutti gli idiomi parlati accanto all'italiano, con esclusione delle dodici minoranze linguistiche riconosciute per legge, sono generalmente definiti dialetti italiani nonostante che essi non derivino dall'italiano ma, parallelamente a quest'ultimo, risalgono invece ad antiche forme locali della lingua latina volgare.
Esistono dialetti che condividono con l'italiano una forte somiglianza tipologica, la condivisione di tratti fonetici e la mutua intelligibilità; tale è soprattutto il caso dei dialetti toscani, dai quali peraltro l'italiano deriva. Per quanto parlato in Francia, il corso è, da un punto di vista strettamente tipologico, linguisticamente assimilabile a un dialetto toscano e quindi ad una varietà d'italiano. Tuttavia, a causa dell'influenza culturale e politica francese, il governo di Parigi da più di un secolo è determinato a distaccare la cultura e il dialetto corso dalla sfera culturale italiana. Ciò nonostante a livello meramente linguistico il dialetto corso è e rimane sia in Corsica come anche nella Sardegna settentrionale tipologicamente affine all'italiano al pari dei dialetti toscani.
Assieme alle lingue autoctone che si associano all'italiano per prossimità tipologica, vi sono dialetti che discendono dall'impianto dell'italiano standard nelle regioni in cui non era parlato. Tali dialetti si sono sviluppati in seguito alla diffusione massiccia della lingua ufficiale, a partire dall'Ottocento e ancor più dal Novecento. Si tratta di accenti che l'italiano ha assunto presso le comunità in cui è tuttora praticata diglossia con la lingua locale, oppure di più complesse flessioni, che raccolgono elementi residuali lasciati dalla lingua originale di quei luoghi, la cui estinzione va al passo con il processo di deriva linguistica. Solo quest'ultima categoria di accenti e flessioni si può associare allo stereotipo del dialetto come un parlare italiano corrotto; si tratta di una profonda inesattezza quando lo si associa invece a parlate native che semmai sono, al pari di ogni altro idioma romanzo, evoluzioni locali della lingua latina, e non costituiscono quindi la "corruzione" di una variante standard corrente. La summenzionata variazione dell'italiano viene distinta socialmente (italiano popolare) e geograficamente (italiani regionali).
Si tratta quindi di chiamare dialetti italiani nel senso di "varianti dell'italiano" solo le variazioni del tipo linguistico italiano, in base alle collocazioni geografiche e sociali, e le parlate native prossime all'italiano standard.
Sul territorio italiano quindi sono stati individuati altri tipi linguistici oltre al tipo italiano, i quali sono composti a loro volta da dialetti, che tuttavia non sono dialetti dell'italiano in senso stretto (cioè varianti), poiché derivano direttamente dal latino e hanno sviluppato l'autonomia del loro tipo linguistico, a prescindere dalla più o meno marcata coesione interna. Ciascun tipo autonomo rispetto all'italiano e rispetto agli altri tipi è considerato dai linguisti una lingua romanza a tutti gli effetti, ed è separata dal dominio dell'italiano.
Per quanto riguarda il riconoscimento, le lingue non-romanze sono facilmente distinguibili, mentre le altre lo sono meno poiché generalmente si trovano in continuum linguistico con il sistema delle lingue romanze. Le lingue romanze riconosciute dallo stato italiano nella loro autonomia sono sardo, catalano, francese, occitano, francoprovenzale, friulano e ladino. Queste vengono chiamate lingue minoritarie ai sensi della legge 482/99, perché si considera che facciano riferimento a modelli romanzi esterni allo Stato italiano (come francese, catalano, occitano e francoprovenzale), o per altre ragioni spesso dibattute (storiche, autonomistiche, di assenza del continuum, ecc: sardo, friulano e ladino).
Le altre lingue romanze non sono riconosciute dallo Stato, e ne manca quindi una classificazione ufficiale sul piano politico. I linguisti tendono ad identificarne 5 gruppi oltre al sistema dei dialetti toscani (quest'ultimi pienamente riferibili all'italiano):
1. Gallo-italico
  - comprende il piemontese, il lombardo, l'emiliano-romagnolo, il ligure, il gallico marchigiano, nonché parte dei dialetti trentini;
2. Veneto
  - comprende il veneto, i dialetti della Venezia Giulia, l'istriota, nonché parte dei dialetti trentini;
3. Italiano Mediano
  - comprende i dialetti umbri, i dialetti marchigiani centrali, i dialetti laziali (tranne quelli dell'estremo sud della regione), i dialetti abruzzesi del gruppo sabino;
4. Italiano Meridionale intermedio
  - comprende i dialetti marchigiani meridionali, i dialetti abruzzesi (ad eccezione di quelli del gruppo sabino), i dialetti molisani, i dialetti laziali meridionali, i dialetti campani, i dialetti pugliesi (ad eccezione del salentino), i dialetti lucani e i dialetti calabresi settentrionali
5. Italiano Meridionale estremo
  - comprende i dialetti salentini, i dialetti calabresi meridionali e i dialetti siciliani.

Il motivo per cui queste lingue non sono riconosciute, sebbene non siano assimilabili all'italiano, è dibattuto.

## Italianismi nel mondo
Dall'italiano provengono numerosi prestiti linguistici presenti in altre lingue. In Europa e anche oltre, ciò è dovuto principalmente al contatto con gli italiani o al diffondersi di movimenti culturali nati in Italia (come Rinascimento, Controriforma, Barocco, Neoclassicismo, Futurismo etc.), il che ha comportato che l'Italiano trasmettesse all'estero numerose parole, ad esempio nell'ambito della terminologia artistica, musicale, militare, finanziaria e culinaria. Inoltre, gli imperi marittimi di Genova e Venezia hanno contribuito a diffondere parole italiane nei territori loro soggetti. Alcuni idiomi stranieri hanno poi ricevuto parole dall'Italiano nei secoli più recenti a causa della diaspora italiana e del colonialismo italiano. È il caso dello spagnolo rioplatense, che si parla in Argentina e Uruguay, e del paulistano, ossia del portoghese brasiliano parlato nella regione di San Paolo, eredità dell'immigrazione italiana in America del Sud. Il colonialismo italiano ha influenzato ad esempio il vocabolario del tigrino, che si parla in Eritrea ed alcune parti dell'Etiopia, e del dialetto libico dell'arabo. L'osservatorio italianismi nel mondo (OIM) dell'Accademia della Crusca mira alla costituzione di una banca dati che possa raccogliere tutte le parole italiane e di origine italiana entrate nell’uso di altre lingue.

## Tutela della lingua italiana
La lingua italiana è priva di organismi ufficiali di normazione. Nonostante vi siano numerose istituzioni dedicate al suo studio e alla sua promozione, nessuna di queste è ufficialmente deputata all'elaborazione attiva di regole linguistiche, per esempio una grammatica normativa, sul modello della Real Academia Española, dell'Académie française, delle accademie portoghesi (lusitana e brasiliana) o altre. Non vi sono nemmeno organismi linguistici semi-ufficiali, sul modello svedese. A differenza di questi e altri Paesi, inoltre, non si trovano riferimenti alla lingua italiana nei principi fondamentali della Costituzione nazionale della Repubblica italiana: l'unico riferimento esplicito in una norma costituzionale è presente nell'articolo 99 dello statuto speciale del Trentino-Alto Adige (ex DPR n. 670 del 31 agosto 1972), a cui si aggiungono riferimenti normativi di fonti subordinate (codici di procedura civile e penale e articolo 1 della Legge n. 482 del 15 dicembre 1999).

### Accademia della Crusca
L'Accademia della Crusca si propone lo scopo, espresso nell'articolo 1 del suo statuto, di "sostenere la lingua italiana, nel suo valore storico di fondamento dell’identità nazionale, e di promuoverne lo studio e la conoscenza in Italia e all’estero". È inoltre membro fondatore della Federazione Europea delle Istituzioni Linguistiche Nazionali (EFNIL).
Come evidenziato nello statuto, l'accademia si occupa di promuovere lo studio della lingua italiana a fini storico-linguistici, lessicografici ed etimologici. L'attività scientifica dell'Accademia si svolge in tre campi principali:
1. il Centro studi di filologia italiana, che promuove lo studio e l'edizione critica degli antichi testi e degli scrittori italiani;
2. il Centro di studi di lessicografia italiana, che si occupa di studi sul lessico italiano e della compilazione di opere lessicografiche;
3. il Centro di studi di grammatica italiana, addetto allo studio della grammatica storica, descrittiva e normativa della lingua italiana.
4. il gruppo Incipit, osservatorio sui neologismi e forestierismi incipienti.[98]

### Opera del Vocabolario Italiano
L'Opera del Vocabolario Italiano è l'istituto del CNR che ha il compito di elaborare il Vocabolario Storico Italiano. È membro fondatore della Federazione Europea delle Istituzioni Linguistiche Nazionali (EFNIL).

## Premi Nobel per la letteratura di lingua italiana
- Giosuè Carducci (1906,  Italia)
- Grazia Deledda (1926,  Italia)
- Luigi Pirandello (1934,  Italia)
- Salvatore Quasimodo (1959,  Italia)
- Eugenio Montale (1975,  Italia)
- Dario Fo (1997,  Italia)

### Esplicative
1. ↑  Questo ruolo non è affidato all'italiano direttamente dalla Costituzione, ma dalla legge ordinaria (Legge 15 dicembre 1999, n. 482, articolo 1). Cfr. Claudio Marazzini, Breve storia della lingua italiana, ed. il Mulino, 2004, Bologna, ISBN 88-15-09438-5, p. 221.
2. ↑  In particolare, sceglie questa soluzione fin dal titolo la Grammatica dell'italiano antico a cura di Giampaolo Salvi e Lorenzo Renzi (Bologna, il Mulino, 2010), che «descrive il fiorentino del Duecento, prima fase documentata della lingua italiana, e dei primi del Trecento» (p. 7).
3. ↑  Espressione utilizzata dal Manzoni nell'introduzione alla sua ultima stesura de I promessi sposi, a indicare il suo intento di ripulire il proprio linguaggio dalle forme dialettiali e provinciali.
4. ↑  Di identici diritti gode la comunità nazionale autoctona magiara.

### Bibliografiche
1. ↑  Tagliavini, Carlo. "Le origini delle lingue neolatine". Patrono Ed. Bologna 1982
2. ↑   Romance languages, in Enciclopedia Britannica.
«...if the Romance languages are compared with Latin, it is seen that by most measures Sardinian and Italian are least differentiated.»
3. ↑   H. J. Fleure, The peoples of Europe, ISBN 9781176926981.
4. ↑   Hermathena, su books.google.com, 1942.
5. ↑   Margaret E. Winters, Historical Linguistics: A cognitive grammar introduction, 8 maggio 2020, ISBN 9789027261236.
6. ↑  (EN) Italian, su ethnologue.com. URL consultato il 26 dicembre 2019.
7. 1 2 3 4   L'uso della lingua italiana, dei dialetti e di altre lingue in Italia, su ISTAT, 27 dicembre 2017.
8. 1 2   Lingua italiana e intercultura, su zanichellibenvenuti.it, 14 gennaio 2008 (archiviato dall'url originale il 3 dicembre 2013).
9. ↑  Claudio Marazzini, Breve storia della lingua italiana, ed. il Mulino, 2004, Bologna, ISBN 88-15-09438-5, p. 221.
10. ↑   Vittorio Coletti, Lingua italiana, in Enciclopedia dell'italiano, Roma, Istituto dell'Enciclopedia Italiana, 2011. URL consultato il 22 maggio 2017.
11. 1 2   Luca Serianni, Lingua italiana, in Dizionario di storia, Roma, Istituto dell'Enciclopedia Italiana, 2010.
12. 1 2  Villa, cit., p. 7.
13. ↑  Villa, cit., p. 9.
14. ↑   Emilia Calaresu, Tracce e segnali dell'interazione tra autore e lettore, Pisa, Pacini Fazzi, 2022.
15. ↑   Attività mercantili e volgari italiani, su treccani.it.
16. 1 2   Zdeňka Zlinská, Scuola poetica siciliana e Iacopo da Lentini (PDF), su is.muni.cz, 2006.
17. ↑   Storia dell'italiano letterario, su docsity.com.
18. ↑   Costanzo di Girolamo, Scuola poetica siciliana, metrica, in Enciclopedia fridericiana, Roma, Istituto dell'Enciclopedia Italiana, 2005.
19. ↑   La letteratura italiana prima di Dante (PDF), su istitutoprimolevi.gov.it (archiviato dall'url originale il 28 dicembre 2017).
20. ↑   Antonietta Bufano, parere, in Enciclopedia dantesca, Roma, Istituto dell'Enciclopedia Italiana, 1970.
21. ↑   De vulgari eloquentia: 1, XII, su danteonline.it. URL consultato il 13 novembre 2022.
22. ↑  Arrigo Castellani, Nuovi testi fiorentini del Dugento, Firenze, Sansoni, 1952, vol. 1, pp. 21-34.
23. ↑  Bruno Migliorini, Storia della lingua italiana, Firenze, Sansoni, 1960, p. 303.
24. ↑   toscano, in Treccani.it – Vocabolario Treccani on line, Roma, Istituto dell'Enciclopedia Italiana.
25. ↑   Patrizia Bertini Malgarini, Italiano nel mondo, in Enciclopedia dell'italiano, Roma, Istituto dell'Enciclopedia Italiana, 2011.
26. ↑   Olivier Durand, La lingua còrsa. Una lotta per la lingua, Brescia, Paideia, 2003,  pp. 42-43.
27. ↑  «La dominazione sabauda in Sardegna può essere considerata come la fase iniziale di un lungo processo di italianizzazione dell'isola, con la capillare diffusione dell'italiano in quanto strumento per il superamento della frammentarietà tipica del contesto linguistico dell'isola e con il conseguente inserimento delle sue strutture economiche e culturali in un contesto internazionale più ampio e aperto ai contatti di più lato respiro.» Loi Corvetto, Ines. I Savoia e le "vie" dell'unificazione linguistica. Citata in Putzu, Ignazio; Mazzon, Gabriella (2012). Lingue, letterature, nazioni. Centri e periferie tra Europa e Mediterraneo, p.488
28. ↑  «L'italianizzazione dell'isola fu un obiettivo fondamentale della politica sabauda, strumentale a un più ampio progetto di assimilazione della Sardegna al Piemonte.»  Amos Cardia, S'italianu in Sardìnnia. Candu, cumenti e poita d'ant impostu: 1720-1848; poderi e lìngua in Sardìnnia in edadi spanniola, Ghilarza, Iskra, 2006,  p. 92.
29. ↑  «En aquest sentit, la italianització definitiva de l'illa representava per a ell l'objectiu més urgent, i va decidir de contribuir-hi tot reformant les Universitats de Càller i de Sàsser, bandejant-ne alhora els jesuïtes de la direcció per tal com mantenien encara una relació massa estreta amb la cultura espanyola. El ministre Bogino havia entès que només dins d'una Universitat reformada podia crear-se una nova generació de joves que contribuïssin a homogeneïtzar de manera absoluta Sardenya amb el Piemont.»  Joan Armangué i Herrero, Represa i exercici de la consciència lingüística a l'Alguer (ss.XVIII-XX), I.1, Cagliari, Arxiu de Tradicions de l'Alguer.
30. ↑  Lorenzo Renzi e Alvise Andreosi - «Manuale di linguistica e filologia romanza» - nuova edizione, editore Il Mulino, Bologna, anno 2015, pagina 44 e 45
31. ↑  Sergio Salvi - L'Italia non esiste - Editore CAMUNIA, Firenze 1996, pag. 112
32. ↑  De Mauro 1970, p. 43.
33. ↑   Arrigo Castellani, Quanti erano gli italofoni nel 1861?, in Studi linguistici italiani, n. 8, 1982,  pp. 3-26.
34. 1 2   Gilles Pécout e Roberto Balzani, Il lungo Risorgimento: la nascita dell'Italia contemporanea, Pearson Italia, 1999,  p. 242.
35. ↑   Angelo de Gubernatis, Alessandro Manzoni: studio biografico, Le Monnier, 1879,  pp. 225-227.
36. ↑   La questione della lingua e la proposta di Manzoni, su viv-it.org.
37. ↑  De Mauro 1970.
38. ↑  Tullio De Mauro, Distanze linguistiche e svantaggio scolastico. In Adriano Colombo, Werther Romani (a cura di), “È la lingua che ci fa uguali”. Lo svantaggio linguistico: problemi di definizione e di intervento, Quaderni del Giscel, La Nuova Italia, Firenze 1996, pp. 13-24 (Pdf).
39. ↑   Silvana Schiavi Fachin, Articolo 6: lingue da tutelare, su Patria Indipendente, 15 giugno 2017. URL consultato il 12 settembre 2022.
«Articolo 6: lingue da tutelare di Silvana Schiavi Fachin: [...] “Quando nel 1991 il Parlamento fece un primo esitante passo con l’approvazione da parte della Camera dei Deputati di un primo testo di tutela – la legge restò poi “ibernata” in Senato per ben otto anni – si sollevò, come scrisse Tullio De Mauro, “il coro agitato di intellettuali legati a un’ottica monolingue e comunque ostili a ogni presa in carico dei problemi linguistici del Paese…”.»
40. ↑  Allofono di /n/ davanti a /f/ e /v/.
41. ↑  Allofono di /n/ davanti a /k/ e /g/.
42. ↑  Allofoni rispettivamente di /k/ e /g/ davanti a /i/, /e/, /ɛ/.
43. ↑  Solo in prestiti linguistici
44. ↑  Allofono di /r/ tra vocali; davanti a /j/ e /w/.
45. ↑   Grammatica italiana - La formazione del plurale, su lagrammaticaitaliana.it. URL consultato il 12 settembre 2022.
46. ↑   La lingua italiana, i dialetti, le lingue straniere (Indagine multiscopo), su www3.istat.it, Roma, ISTAT, 2007,  Tavola 1, p. 2 (archiviato dall'url originale il 30 ottobre 2012).
47. ↑   Gaetano Berruto, Sociolinguistica, in Enciclopedia dell'italiano, Roma, Istituto dell'Enciclopedia Italiana, 2011,  pp. 1370-1375, p. 1372.
48. ↑   Tullio De Mauro: "Gli italiani parlano (anche) in dialetto", su la Repubblica, 29 settembre 2014. URL consultato il 12 settembre 2022.
«[...] Fino al 1974 la maggioranza degli italiani, il 51,3 per cento, parlava sempre in dialetto. Ora chi parla sempre in dialetto è sceso al 5,4. Ma, regredendo l'uso esclusivo, è andato crescendo quello alternante di italiano e dialetto: nel 1955 era il 18 per cento, oggi è il 44,1. Quelli che adoperano solo l'italiano sono il 45,5 per cento. È vero che i toscani, i liguri e gli emiliano-romagnoli parlano solo in italiano fra l'80 e il 60 per cento e che i lucani, i campani e i calabresi vanno dal 27 al 20 per cento. Ma è vero anche che chi usa solo il dialetto in queste regioni del Sud non supera il 12-13 per cento". [...]»
49. ↑  Tullio De Mauro include nelle minoranze linguistiche anche i Rom, poi esclusi dall'art. 2 della L. 482/99 perché privi dell'elemento "territorialità"
50. ↑   Tullio De Mauro, Distanze linguistiche e svantaggio scolastico (PDF), in Adriano Colombo e Werther Romani (a cura di), È la lingua che ci fa uguali”. Lo svantaggio linguistico: problemi di definizione e di intervento, collana Quaderni del Giscel, Firenze, La Nuova Italia, 1966,  pp. 13-24.
«L’Italia d’oggi continua a essere solcata da cospicue differenze di lingua tra coloro che praticano abitualmente il solo italiano o, accanto all’italiano, anche un dialetto (o una delle tredici lingue di minoranza) [...] . L’aspetto più interessante, coincidente con risultati ottenuti in altre parti del mondo, è che la presenza del dialetto in famiglia non è di per sé correlata a bassi punteggi. Lo è se è una presenza esclusiva, ma i dati fanno vedere che una componente dialettale accanto all’italiano non disturba e addirittura sembra giocare un ruolo positivo: ragazzi che parlano costantemente e solo italiano hanno punteggi meno brillanti di ragazzi che hanno anche qualche rapporto con la realtà dialettale. Assai più che l’idioma parlato a casa, altri fattori incidono sui livelli di comprensione di testi [...]»
51. ↑  (EN)   Ethnologue: lingua italiana.
52. ↑  Eurobarometro 2006, p. 4.
53. ↑   Commissione europea, European and their languages-Report 2012 (PDF), in Eurobarometro, 2012. URL consultato il 19 agosto 2013.
54. ↑  Sintesi riportata in Mari D'Agostino, Sociolinguistica dell'Italia contemporanea, Bologna, il Mulino, 2007, p. 58.  Documento completo (PDF). nel sito ISTAT.
55. ↑  Berruto 1987, pp. 19-27.
56. ↑   Carta costituzionale (PDF)., art. 7.
57. ↑  Per un precedente tentativo proposto dal senatore Felice Carlo Besostri, in direzione analoga ma sotto forma di novella all'articolo 6 Cost., v.  Fabio Ratto Trabucco, La costituzionalizzazione della lingua italiana: un'occasione per la "valorizzazione" degli idiomi regionali e locali, in Il Politico, vol. 75, n. 1, gennaio-aprile 2010,  pp. 223-234.
58. ↑   Ufficio federale di statistica, Ticino, su bfs.admin.ch. URL consultato il 5 novembre 2022.
59. ↑   Lingua, religione, su gr.ch. URL consultato l'8 giugno 2025.
60. ↑   Statistiche federali sintetiche, su bfs.admin.ch (archiviato dall'url originale il 1º agosto 2009).
61. ↑   Statistiche federali analitiche (XLS) [collegamento interrotto], su bfs.admin.ch.
62. 1 2   Università degli Studi di Milano. Dipartimento di Studi Internazionali, Giuridici e Storico-Politici., La Costituzione della Repubblica di Slovenia in lingua italiana (PDF), in Osservatorio sul Diritto Pubblico dei Paesi dell'Europa Centro-Orientale (DIPEO), n. 22, 2013,  pp. 51-56. URL consultato il 1º giugno 2013 (archiviato dall'url originale il 2 dicembre 2014).
63. ↑   L. Panzeri, Lo statuto giuridico della lingua italiana in Europa, Giuffré, 2011,  pp. 74-75.
64. ↑  (HR) Articolo 7 (PDF), su Statutom Grada Cresa [Statuto della Città di Cherso], cres.hr.
65. ↑  (EN, FR, DE, ES) Order of Malta, su orderofmalta.int. URL consultato l'11 novembre 2018.
66. ↑   CIA World Factbook, su cia.gov. URL consultato il 26 agosto 2013 (archiviato dall'url originale il 1º maggio 2020).
67. ↑   Jacques Leclerc, L'aménagement linguistique dans le monde, su axl.cefan.ulaval.ca.
68. ↑   Statuto della regione istriana: artt. 6, 21, 22, 23, 24, 25,, su istra-istria.hr. URL consultato il 12 dicembre 2015 (archiviato dall'url originale il 20 gennaio 2020).
69. ↑  Censimento linguistico federale 2013:  Popolazione residente permanente di 15 anni e più secondo le lingue principali (archiviato dall'url originale il 15 novembre 2015).
70. ↑   Convegno ASILS: la lingua italiana in Europa e nel mondo., 5 maggio 2011.
71. ↑   Mappa degli italofoni nel mondo, su italofonia.org (archiviato dall'url originale il 9 novembre 2013).
72. 1 2   Ethnologue report for language code: ita.
73. ↑   Ambasciata d'Italia a Tirana, I rapporti bilaterali, su ambtirana.esteri.it, Ministero degli Affari Esteri e della Cooperazione Internazionale. URL consultato il 14 novembre 2018 (archiviato dall'url originale il 14 novembre 2018).
74. ↑   La storia linguistica dell’emigrazione italiana in Europa, viv-it.org.
75. ↑   Ambasciata d'Italia a Skopje, Ufficio culturale.. URL consultato il 7 giugno 2012 (archiviato dall'url originale il 17 ottobre 2012).
76. ↑   L'italiano a Skopje. Intervista a Anastasija Gjurcinova. Bollettino Itals Novembre 2005, su venus.unive.it. URL consultato il 7 giugno 2012 (archiviato dall'url originale il 21 giugno 2014).
77. ↑   Ministero dell'Interno - AIRE.
78. 1 2 3  Turchetta 2005, p. 13.
79. ↑   Statistiche dell'emigrazione italiana secondo la Chiesa cattolica (PDF).
80. ↑  Turchetta 2005, p. 4.
81. 1 2  Baldelli 1987.
82. ↑  Pierangela Diadori, Massimo Palermo e Donatella Troncarelli, Manuale di didattica dell'italiano L2, Guerra Edizioni, Perugia, 2009, ISBN 978-88-557-0194-5, p. 23.
83. ↑   L'italiano nel mondo che cambia. Stati generali della lingua italiana nel mondo (PDF). Ministero degli Affari Esteri, Firenze 21-22 ottobre 2014
84. ↑   Firenze si candida ad ospitare i prossimi Stati Generali nel 2016.
85. ↑   ASILS si prepara agli Stati Generali 2016.
86. ↑   La Settimana della Lingua Italiana nel Mondo, su esteri.it. URL consultato il 26 settembre 2014.
87. ↑  Art. 2 della legge 482/99 in attuazione dell'art. 6 Costituzione.
88. ↑   Quali sono i dialetti dell'italiano? Comitato per la salvaguardia dei patrimoni linguistici.
89. ↑  Carla Marcato, Dialetto, Dialetti, Italiano. Bologna: Il Mulino, 2002.
90. ↑   Roberto Bolognesi, Matteo Incerti, Le Lingue parlate nel territorio dello Stato italiano, su homolaicus.com.
91. ↑   Legge 15 dicembre 1999, n. 482 "Norme in materia di tutela delle minoranze linguistiche storiche", su parlamento.it. URL consultato il 12 maggio 2012.
92. ↑  Bonamore, Daniele (2006). Lingue minoritarie Lingue nazionali Lingue ufficiali nella legge 482/1999, Editore Franco Angeli, p.16
93. ↑  OIM
94. ↑   Concilio della lingua svedese-Språkrådet, Sito ufficiale (svedese).
95. ↑   Costituzione della Repubblica Italiana, su governo.it.
96. ↑  Legge 15 dicembre 1999, n. 482, in materia di "Norme in materia di tutela delle minoranze linguistiche storiche"
97. ↑   Statuto dell'Accademia, su accademiadellacrusca.it. URL consultato il 17 agosto 2016.
98. ↑   Accademia della Crusca: gruppo Incipit, osservatorio sui neologismi e forestierismi incipienti..
99. ↑   OVI - Opera del vocabolario italiano, su ovi.cnr.it. URL consultato il 6 maggio 2020 (archiviato dall'url originale l'8 gennaio 2018).

### Altri testi
- Ignazio Baldelli (a cura di), La lingua italiana nel mondo: indagine sulle motivazioni allo studio dell'italiano, Roma, Istituto della Enciclopedia Italiana, 1987.
- (EN) Commissione europea, Eurobarometers - European and their languages (PDF), in Eurobarometro, 2006. URL consultato il 21 giugno 2016 (archiviato dall'url originale il 18 marzo 2009).
- Tullio De Mauro, Storia linguistica dell'Italia unita, Bari, Laterza, 1970.
- Claudio Giovanardi e Pietro Trifone, L'italiano nel mondo, Roma, Carocci, 2012.
- Rogers, Derek, D'Arcangeli, Luciana. 2004. Illustrations of the IPA: Italian. In: Journal of the International Phonetics Association. Cambridge, Cambridge University Press, pp. 117–121.
- Barbara Turchetta, Il mondo in italiano: varietà e usi internazionali della lingua, Roma-Bari, Laterza, 2005, ISBN 88-420-7706-2.
- Franco Villa, Nuovo maiorum sermo, Torino, Paravia, 1991, ISBN 88-395-0170-3.
- Massimo Palermo, Linguistica italiana, Bologna, Il Mulino, 2015, ISBN 978-88-15-25884-7.